# Химерна проза
Химерна проза — піджанр прози, у якому розповідається про неймовірні події, де реальне поєднується з фантастичним, умовним; засоби іронії, гротеску, театральності — з елементами фольклорної та міфологічної поетики. У «химерних» творах відбуваються дивовижні метаморфози з персонажами, зміщення подій у часі та просторі.
Химерна проза генеалогічно близька до магічного реалізму, що розвинувся у латиноамериканських країнах всередині ХХ століття. Однак при цьому, вона вплетена в українську літературну традицію — передовсім завдяки суто українському гумору та фольклору.
Найчастіше першим твором химерної прози вважається «Козацькому роду нема переводу, або ж Мамай і Чужа молодиця» Олександра Ільченка (1958), а одним із останніх її зразків є «Листя землі» (1992; 2000) Володимира Дрозда.

## Характеристики стилю
В українському літературознавстві та критиці висловлювалися різні думки та визначалися різні критерії щодо визначення терміна «химерна проза». У своїх дослідженнях В. Брюховецький, В. Дончик, І. Дзюба, М. Ільницький, М. Жулинський скоріше називають твори, які можна віднести до «химерної прозї», аніж дають їй вичерпну характеристику.
Втім, серед найзагальніших спільних рис химерної прози виділяють[джерело?]:
- використання міфів;
- міф не має хронотопу;
- присутність химерних образів;
- межу між світом реальним та ірреальним стерто.

## Літературознавчі оцінки
Головним аспектом дискусії щодо «химерної прози» в радянський час було питання, наскільки такий іронічний та «формалістичний» напрям узгоджувався з канонами соціалістичного реалізму. Переважно українські письменники та критики намагалися відстояти цей напрям, який, на їх думку, дозволяв показати «самобутність» українського народу.
В той же час, існує широка дискусія з приводу того, чи була «химерна проза» конструктивним явищем для української літератури, чи скоріше вона була наслідком колоніального становища літературного процесу й, відповідно, попри стилістичну вигадливість, не могла претендувати на важливі висловлювання. 
До здобутків химерної прози критично ставились Марко Павлишин, Мирослав Шкандрій та Ніла Зборовська, в своїх працях унаочнюючи її колоніальні наративи (яскравим прикладом цього є твори Василя Земляка, який зображує колективізацію з недоречною іронією), а інколи — й просто недолугість авторів (таким постає «Позичений чоловік» Євгена Гуцала).  Винятком із цього переліку для Павлишина є роман «Дім на горі», який він трактує як твір, що докорінно змінює жанр, відмовляючись бути колоніальним.
Однак є й інша дослідницька стратегія: вишуковування в частково колоніальному наративі моментів національного спротиву. Під таким кутом Наталія Пелешенко розглядає роман Олександра Ільченка, зазначаючи, що він фактично вплітає в сюжет твору дві найперші українські інтермедії, а також — майже дослівно цитує виразно антиколоніальний есей Костомарова «Дві руські народності».
І нарешті існує думка Анни Горнятко-Шумилович, що, попри все, мав успіх серед читачів, й через це йому вдалося виконати важливе завдання: «перекинути літературні мости від пізнього соцреалізму до постмодернізму».

## Перелік творів
- «Козацькому роду нема переводу, або ж Мамай і Чужа молодиця» (1958)
- «Ирій», «Білий кінь Шептало» Володимира Дрозда (1969; 1974)
- «Лебедина зграя», «Зелені Млини» Василя Земляка (1971; 1976)
- «Левине серце» Павла Загребельного (1978)
- «Манускрипт з вулиці Руської» Романа Іваничука (1979)
- «Оглянься з осені» Володимира Яворівського (1979)
- «Позичений чоловік, або ж Хома невірний і лукавий» Євгена Гуцала (1981)
- «Страж-гора» Степана Пушика (1981)
- «Хроніка міста Ярополя» Юрія Щербака (1968; 1983)
- «Дім на горі», «На полі смиренному» Валерія Шевчука (1983)

#### Монографії
- Кравченко, А. Художня умовність в українській радянській прозі. Київ: Наукова думка, 1988.
- Horniatko-Szumiłowicz A. Ukraińska proza „chimeryczna” lat siedemdziesiątych i osiemdziesiątych XX wieku. Geneza, rozwój, konteksty literackie. Wydawnictwo Naukowe Uniwersytetu Szczecińskiego. Szczecin 2011, ss. 440.

#### Статті
- Іваничук Р. Реальний ґрунт умовного // Український роман сьогодні (Матеріали 5 пленуму правління Спілки письменників України 12-13 квітня 1976). – К.: 1979. перевидання:  Чистий метал людського слова. – К.: Радянський письменник, 1991. – с. 159-167.
- Погрібний А. Мода? Новация? Закономерность? // Литературное обозрение. – 1980. – №2.
- Панченко В. Реальність розмаїття // Дніпро. – 1981. – № 6.
- Кравченко А. „Химерний” роман і фольклор // Радянське літературознавство. – 1982. – № 4.
- Чайковська В. Т. (2006) Українська химерна проза: історія народження терміна. // Вісник Житомирського державного університету імені Івана Франка (26). С. 79-82.